# Chen Tao (Tang-Dichter)
| Namen    | Namen   |
| -------- | ------- |
| Xìng 姓: | Chén 陳 |
| Míng 名: | Táo 陶  |
| Zì 字:   |         |
| Hào 號:  |         |
| aka:     |         |
| Shì 謚:  |         |

Chen Tao (chinesisch 陳陶, Pinyin Chén Táo, W.-G. Ch'en T'ao, 824–882) war ein chinesischer Dichter der Tang-Dynastie. Eines seiner Gedichte fand seinen Weg in die populäre Anthologie Dreihundert Tang-Gedichte (唐诗三百首, Tángshī sānbǎi shǒu); andere seiner Gedichte wurden in das Quantangshi (全唐詩, „Alle Tang-Gedichte“) aufgenommen. Das Gedicht im Tangshi Sanbai Shou ist auch als „Lung-hsi Song“ bekannt.

## Leben
Biographische Information über Chen Tao ist nur spärlich vorhanden und darüber hinaus noch ungenau. Albert Richard Davis bezeichnet es als ein „element of confusion“, denn, wenn es derselbe Chen Tao ist, der in Verbindung mit Tian Lingzi im Jahr 888 erwähnt wird, dann ist entweder dieses Datum oder sein Todesdatum falsch. Bekannt ist, dass Chen Tao in buddhistischen und taoistischen Lehren gebildet war und, dass er das Studium von Astronomie und Alchemie betrieb, und, dass er den größten Teil seines Lebens zurückgezogen im heutigen Nanchang, in Jiangxi verlebte.
Das bekannteste Gedicht ist „Lung-hsi Song“ (übers. „Turkestan“ von Witter Bynner, 隴西行)